# Лёвин, Исабелла
Исабелла Лёвин (швед. Isabella Lövin; род. 3 февраля 1963, Хельсингборгс Мария, Мальмёхус) — шведский политик и журналист. Член Партии зелёных. В прошлом — вице-премьер и министр охраны окружающей среды с 21 января 2019 года по 5 февраля 2021 года во втором правительстве Лёвена, одновременно исполняла обязанности министра развития международного сотрудничества с 17 декабря 2020 года, один из двух спикеров Партии зелёных (2016—2021), депутат Европейского парламента после выборов 2009 года до октября 2014 года. В Европейском парламенте занималась вопросами рыбного промысла. Исабелла Лёвин награждена шведской премией для журналистов Stora Journalistpriset за её работу в области журналистики, в частности, за статьи о рыболовстве.

## Биография

### Образование
Исабелла Лёвин родилась в семье художника Бьорна Лёвина. Детство провела в Авесте. Она изучала киноведение, политологию, социологию и италистику в Стокгольмском университете. Также она училась в университетском колледже кино, радио, телевидения и театра.

### Карьера

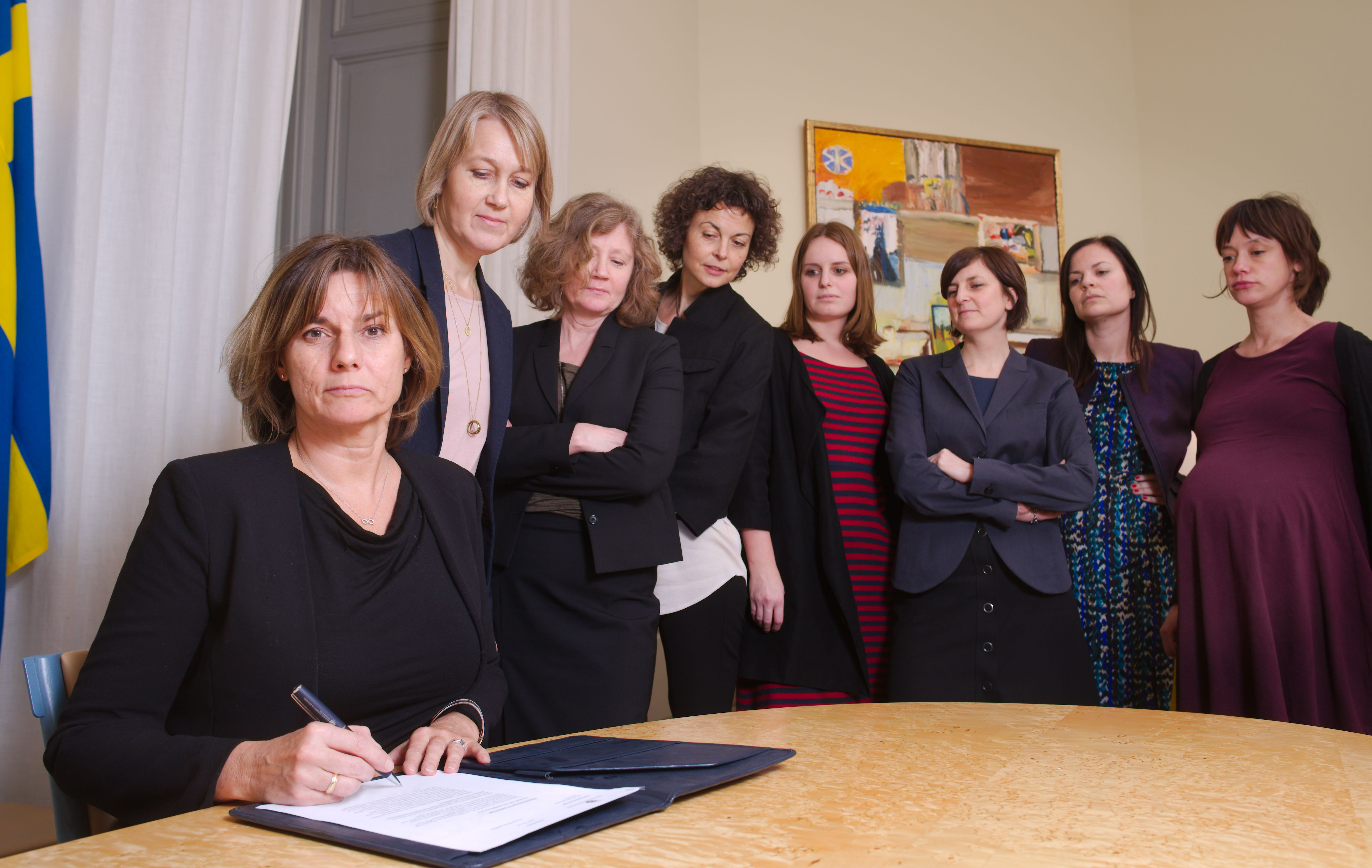
Исабелла Лёвин подписывает закон о сокращении выбросов парниковых газов в Швеции

Лёвин была репортёром и внештатным автором для Damernas Värld, Veckorevyn, Elle и Vi Föräldrar, а также писала об окружающей среде в воскресном приложении Expressen «Зелёное воскресенье». С 1994 по 1997 годы работала репортёром и продюсером на Шведском радио в таких программах как Slussen и Tendens. Позже была секретарём редакции и редактором Månadsjournalen (до 2002 года). Также работала редактором кулинарного журнала Allt om Mat, в 2003 году — журнала Leva!. С 2004 года она снова стала внештатным автором, а в 2005 году вела колонку в Allt om Mat и одновременно была вебредактором Femina.
Лёвин избрали в Европейский парламент во время выборов в Европейский парламент в Швеции в 2009 году от Партии зелёных. Её переизбрали на выборах в Европейский парламент в Швеции 2014 года и назначили заместителем председателя комитета по вопросам рыболовства.
3 октября 2014 года Изабелла Лёвин была назначена министром по вопросам международного сотрудничества с целью развития премьер-министром Швеции Стефаном Лёвеном.
9 мая 2016 года Изабеллу Лёвин номинировали на должность одного из двух спикеров Партии зелёных как преемницу Осы Ромсон.
С 2019 года занимала пост министра климата и окружающей среды. После отставки Петера Эрикссона 17 декабря 2020 года одновременно исполняла обязанности министра по вопросам международного сотрудничества с целью развития.
В августе 2020 года объявила об уходе из политики, чтобы уделять больше времени семье и написанию книг. Покинула правительство 5 февраля 2021 года.

## Ссылка
- isabellalovin.com — официальный сайт Исабеллы Лёвин
- Лёвин, Исабелла в X